# Preobrazba (zoologija)
Metamorfoza u zoologiji označava (grčki μεταμόρφωση=promjena oblika, pretvorba) prijelaz životinje iz oblika ličinke u oblik odrasle životinje. Pojam se odnosi na životinje kojima se oblik i načini života razlikuju u ranom i odraslom razdoblju. 
Kod metamorfoze se pojedini organi ličinke resorbiraju ili odbacuju, a već prisutni zametci organa odrasle životinje se razvijaju do funkcionalnog oblika. Tim vrlo slojevitim procesima upravljaju hormoni (kod kralježnjaka tim procesom upravlja štitna žlijezda).
- Neprekidna metamorfoza se odvija tijekom čitavog razdoblja koje slijedi nakon embrionalnog razvoja - a pri tome su procesi odgradnje skoro zanemarivi.

- Dramatična metamorfoza se odvija u zadnjem razdoblju prelaska larve u oblik odrasle životinje. Pri tome se odbacuju pojedini dijelovi tijela larve ili se oni povlače do mjere da se mogu potpuno izgubiti. Velika promjena se odvija u razdoblju nemogućnosti ishrane i nepokretnosti kao što je razvojni oblik kukuljice.

Najpoznatiji primjeri metamorfoze su kod vodozemaca (npr. iz ribolikog oblika punoglavca u žabu) i kod kukaca (npr. promjena oblika od gusjenice preko kukuljice do leptira). Pri tome treba napomenuti da se pojam metamorfoza ne odnosi na ukupni otogenetski razvoj uključujući i embrionalni, nego u pravilu samo na razdoblje prelaska iz oblika ličinke u oblik odrasle životinje.